# Šargovac
Šargovac (szerbül: Шарговац), falu Banja Luka községben, Bosznia-Hercegovinában, Bosanska krajina területén, a Szerb Köztársaságban. 

## Fekvése
Bosznia-Hercegovina északi részén, Banja Lukától légvonalban és közúton 5 km-re északra, az Orbász bal partjától nyugatra, 200-280 méteres magasságban fekszik.

## Népessége
| Nemzetiségi csoport | Népesség 1991 | Népesség 2013 |
| ------------------- | ------------- | ------------- |
| Szerb               | 136           | 2997          |
| Bosnyák             | 7             | 3             |
| Horvát              | 1098          | 45            |
| Jugoszláv           | 34            | 0             |
| Egyéb               | 38            | 34            |
| Összesen            | 1313          | 3079          |

## Története
A település határában, a Crkvina nevű helyen előkerült régészeti leletek tanúsága szerint itt már a római korban település állt. A lelőhelyen az épületmaradványok között egy késő római korból származó templom nyomai is előkerültek. 
A 16. század második felében a Banja Luka-i régióban mindössze két katolikus plébánia létezett. A városi plébánia csak a városra és a keleti és déli külvárosi falvakra korlátozódott, míg a környéken Banja Lukától északnyugatra volt a dragočaji plébánia. A határ a kettő között valahol Rakovacon és Sargovac elejénél volt. A település mai felső, kisebbik része tartozott a dragočaji plébániához. Az 1737-es egyházlátogatáskor Šargovac még nem szerepel a plébánia települései között. A korábbi forrásokat figyelembe véve megállapíthatjuk, hogy a 17. században Šargovac területe a régi moticai plébánia része volt. 1720-ban az újonnan alakult ivanjsci plébániához csatolták, amelynek 1860-ig része maradt. Šargovac első írásos említése csak 1744-ben, Pavo Dragičević vikárius jelentésében bukkan fel. A faluban ekkor 18 háztartás volt 154 lakossal. 1856-ban 23 háztartása volt 234 családtaggal. Az 1864-ből származó sematizmus szerint
20 háztartása volt 202 családtaggal. 1876-ban hivatalosan is a petrićevoi plébánia része lett, amelyhez ma is tartozik.
A település 1878-ig tartozott az Oszmán Birodalomhoz, ekkor a berlini kongresszus határozata alapján az Osztrák-Magyar Monarchia része lett. 1879-ben az első osztrák-magyar népszámlálás során a Banja Luka-i járáshoz tartozó településnek 29 háztartása, 250 római katolikus és 20 ortodox lakosa volt. 1910-ben a Banja Luka-i járáshoz tartozó településen 74 háztartást, 476 római katolikus és 66 ortodox lakost találtak. A monarchia szétesésével 1918-ban előbb a Szerb-Horvát-Szlovén Királyság, majd 1929-től a Jugoszláv Királyság része. Jugoszlávia megszállása után a Független Horvát Állam (NDH) része lett. 1942. február 7-én az usztasák betörtek az iskolába, és megkérték Dobrila Martinović akkori tanárt, hogy válassza el a többiektől a szerb gyerekeket. A szétválasztás után az usztasák szerb gyerekeket öltek meg az iskola padjain, lépcsőin és folyosóján. A mészárlás után az usztasák arra kényszerítették a tanárt, hogy a naplóba minden gyermek neve mellé írja be, hogy 1942. február 7-én haltak meg. A második világháború után a tanárt áthelyezték ebből az iskolából. A naplót a Szerb Köztársaság Levéltárában őrzik. A településen 1942-ben lezajlott usztasai mészárlásról Tihomir Levajac író és professzor megírta az "Egy történet, ami a világban vándorol" (Прича која лута свијетом“, 2011) című könyvét, amelyet 17 nyelvre fordítottak le. 1945-től a szocialista Jugoszlávia része volt. 
A boszniai háború végén majdnem az összes katolikus horvátot elüldözték, így 2013-ban már csak 45-en voltak. A daytoni békeszerződést követő területfelosztásnál Banja Luka község részeként a Szerb Köztársaság területéhez került. Az egykori, döntően horvát lakosságú falut ma már döntően szerb lakosság lakja, akik túlnyomórészt Bihács, Glamoč, Bosanski Grahovo és Kupres környékéről származnak, és a háború végén menekültek el ezekről a területekről.

## Oktatás
„Đura Jakšić” Általános Iskola

## Sport
FK Budučnost Šargovac labdarúgó klub

## Nevezetességei
- Crkvina – római település és késő ókori temető maradványai. A település határában fekvő enyhén donbos területel római építőanyag és kerámiatöredékek mellett 1958-ban egy falazott és vakolt sírból egy 4. – 5. századból származó szarkofág is előkerült.[4]

- Az 1942. február 7-i usztasai mészárlásban meggyilkolt 52 általános iskolás diák emlékére emléktáblát állítottak, mely a „Đura Jakšić” Általános Iskola épületében található.[11] Az emléktáblát 2012. február 7-én avatták fel.[11][10]

- Szent Mihály arkangyal tiszteletére szentelt pravoszláv templomát 2018-ban szentelték fel.[13]